# گویا ۶۵۹۲
سیارک ۶۵۹۲ (به انگلیسی: 6592 Goya، نامگذاری:1986TB12) شش هزار و پانصد و نود و دومین سیارک کشف شده‌است که در ۳ اکتبر ۱۹۸۶ کشف شد.
قدر مطلق سیارک برابر ۱۲٫۹۰ است.